# Derewiczna
Derewiczna is een plaats in het Poolse district  Radzyński, woiwodschap Lublin. De plaats maakt deel uit van de gemeente Komarówka Podlaska en telt 606 inwoners.